# Аспри Амос
Аспри Амос (на гръцки: Άσπρη Άμμος) е село в Гърция, в дем Кавала, област Източна Македония и Тракия.

## География
Аспри Амос е разположено на 50 m надморска височина, на беломорския бряг, на 6 километра източно от Кавала. Църквата в Аспри Амос е „Свети Нектарий“. До него е едноименният плаж.

## История
За пръв път се споменава като самостоятелно селище в 1961 година, когато е част от епархия Кавала. По закона „Каподистрия“ в 1997 година става част от дем Кавала.
| Година    | 1913 | 1920 | 1928 | 1940 | 1951 | 1961 | 1971 | 1981 | 1991 | 2001 | 2011 | 2021 |
| --------- | ---- | ---- | ---- | ---- | ---- | ---- | ---- | ---- | ---- | ---- | ---- | ---- |
| Население |      |      |      |      |      | 51   | 99   | 85   | 85   | 92   | 48   | 51   |